# Facharbeiterbrief
Der Facharbeiterbrief ist eine Urkunde, die die erfolgreiche Berufsbildung in einigen Branchen bestätigt. Er entspricht dem Gesellenbrief im Handwerk und dem Kaufmannsgehilfenbrief in Handelsberufen.

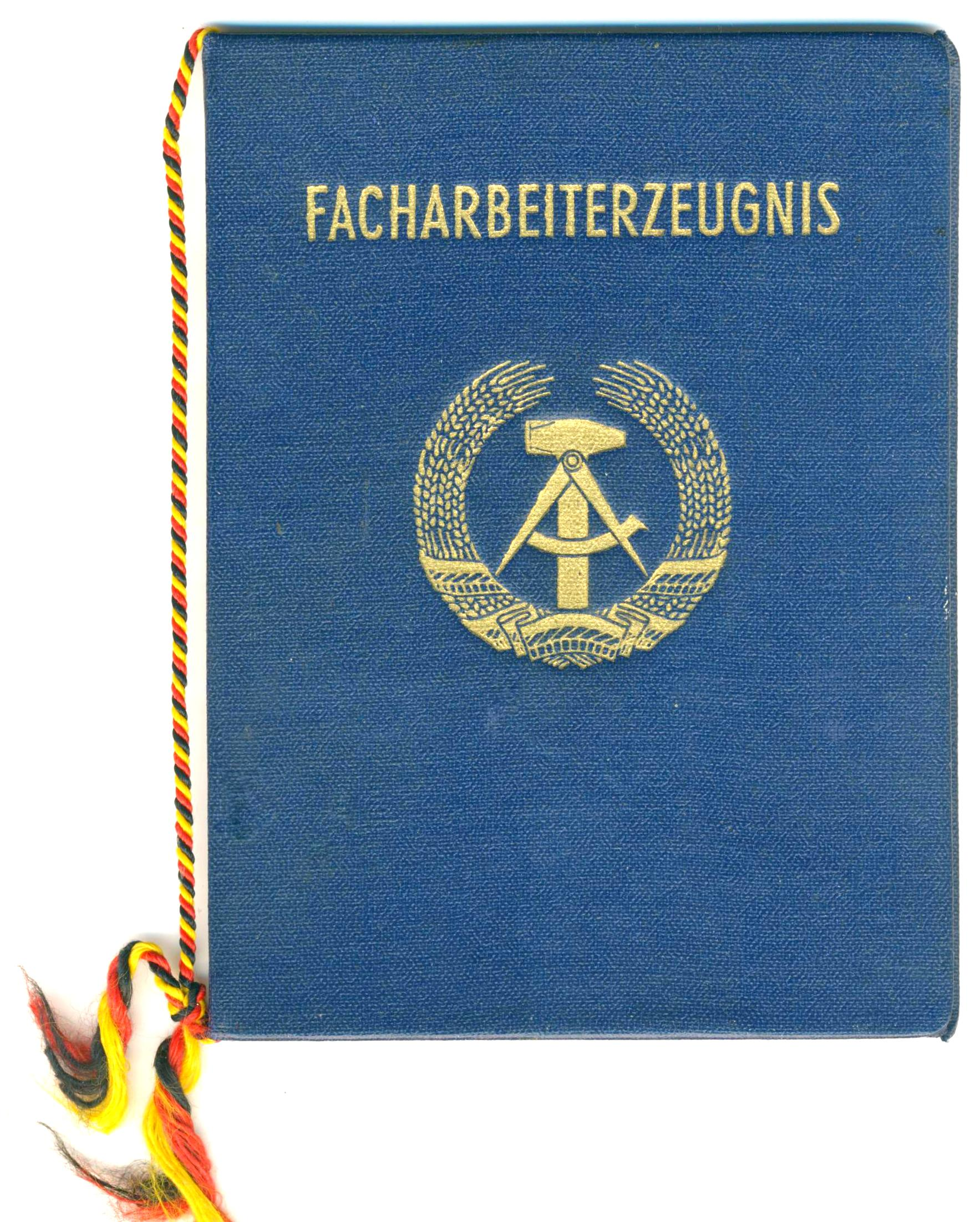
DDR-Facharbeiterzeugnis von 1959

## Deutschland
Den Facharbeiterbrief erhält man nach bestandener Abschlussprüfung vor der IHK in einem anerkannten Ausbildungsberuf der Industrie. Der Abschlussbrief macht Angaben über den erlernten Beruf (Berufsbezeichnung) und die bestandene Abschlussprüfung.
Dem Facharbeiterbrief gleichgestellt sind die in den verschiedenen Berufen als Abschlusszeugnis erteilten Gesellenbriefe im Handwerk und für den kaufmännischen Bereich das IHK-Prüfungszeugnis (früher auch genannt Kaufmannsgehilfenbrief).
In der DDR wurde dem, der seine Gesellenprüfung bestanden hat, ein Facharbeiterzeugnis ausgestellt.

## Österreich
In Österreich erhält man den „Facharbeiterbrief“:
- bei einem Berufsabschluss mit der Lehrabschlussprüfung in der dualen Ausbildung Lehre/Berufsschule.
- mit der Abschlussprüfung einer berufsbildenden mittleren Schule (BMS, Fachschule) mit Option auf Gewerbeberechtigung nach 2-jähriger Berufspraxis
- mit der Reife- und Diplomprüfung einer berufsbildenden höheren Schule, direkt mit Gewerbeberechtigung
- mit dem Abschluss eines Kollegs, dem Lehrgang zum Beruf für Maturanten, direkt mit Gewerbeberechtigung
- und bei einigen anderen Lehrgängen, die mit einem (Berufs-)Diplom enden